# Wet Uitoefening Geneeskunst
De Wet op de Uitoefening der Geneeskunst werd in juni 1865 (Staatsblad 1865, 60) ingevoerd door het kabinet-Thorbecke II. De wet bepaalde welke medische handelingen tot de reguliere geneeskunde werden gerekend. Er werd een artsexamen geïntroduceerd in de gezondheidszorg en het uitoefenen van geneeskunst door onbevoegden werd strafbaar gesteld. 
De Wet op de beroepen in de individuele gezondheidszorg (Wet BIG) verving de wet in 1993.